# Piccolo Theater

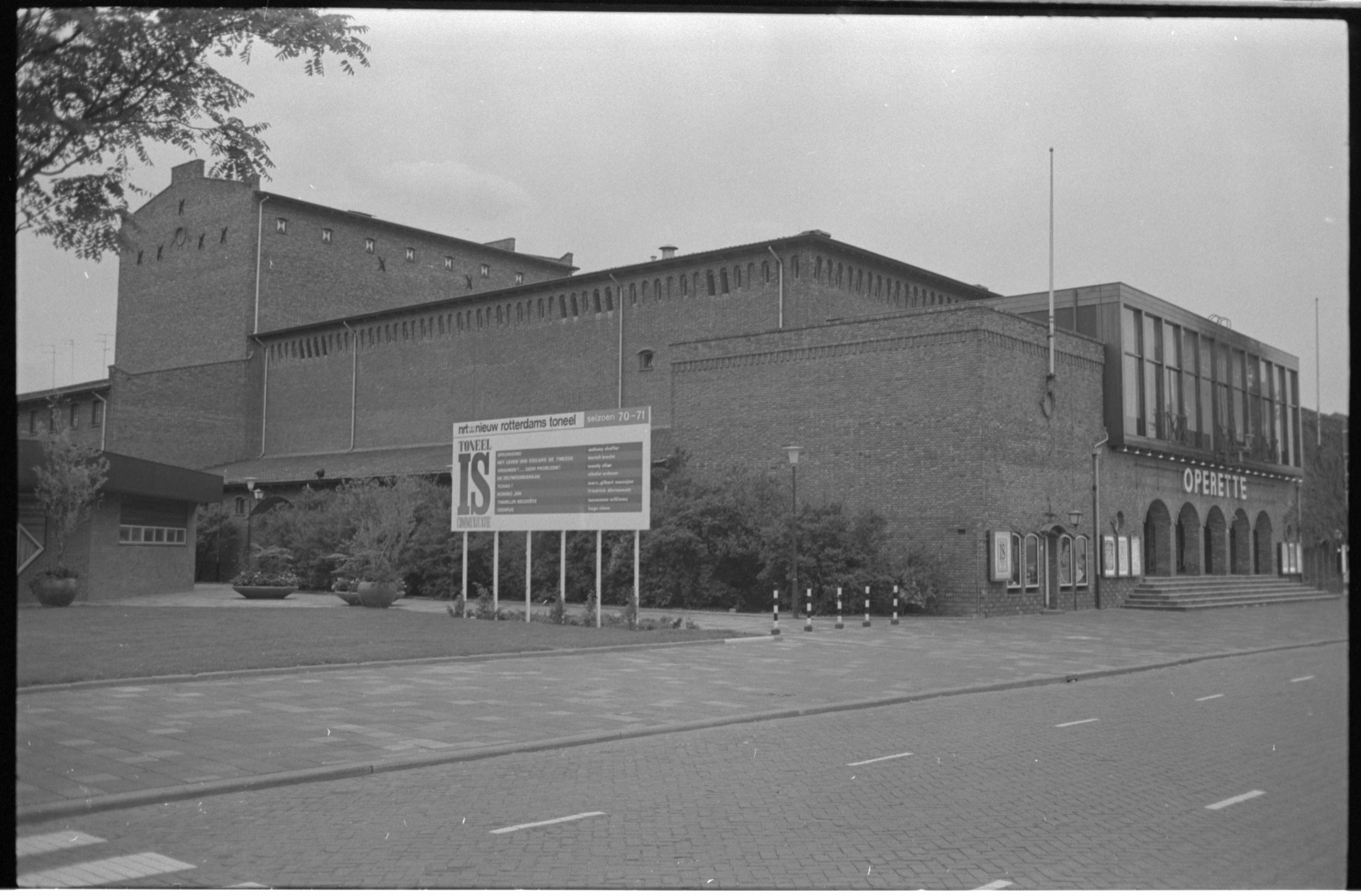
Links naast de schouwburg is nog net een glimp van het theater te zien

Het Piccolo Theater was een repetitielokaal van het Rotterdams Philharmonisch Orkest. Het theater was gevestigd aan de Karel Doormanstraat in Rotterdam, vlak naast de toenmalige Rotterdamse Schouwburg.
Het orkest maakte er vanaf medio 1955 gebruik van, maar het vertrok in 1965 naar De Doelen. Het werd daarna door decorontwerper Johan Greter en Chiel de Mey, decorschilder, verbouwd tot de kleine zaal van het Nieuw Rotterdams Toneel. Er waren geen stoelen, maar amfitheatergewijs geplaatste houten banken met losse kussens. Er konden ook geen plaatsen worden gereserveerd. De opening was op 11 december 1965 met Een jaar voor ieder roos van Tennessee Williams en Ach, arme Fred van James Saunders. 
Het theater bekleedde in die jaren een belangrijke plaats binnen het opkomende avant-garde toneel. In die vroege periode speelde Aart Staartjes in het seizoen 1968/1969 samen met Martine Crefcour en Carol van Herwijnen in Een opgemaakt bed, een toneelstuk van Dimitri Frenkel Frank. Ook trad in die tijd Gerard Cox er op, met Jan Willem ten Broeke op piano. 
Ook was het theater lange tijd de vaste locatie van kindertheater Wiedus en later de zwarte hand met onder andere Louis Kockelman, John Buysman en Loes Vos. 
Het gebouwtje werd in 1984 afgebroken ten behoeve van de nieuwbouw van de Rotterdamse Schouwburg.